# Prostaatkanker

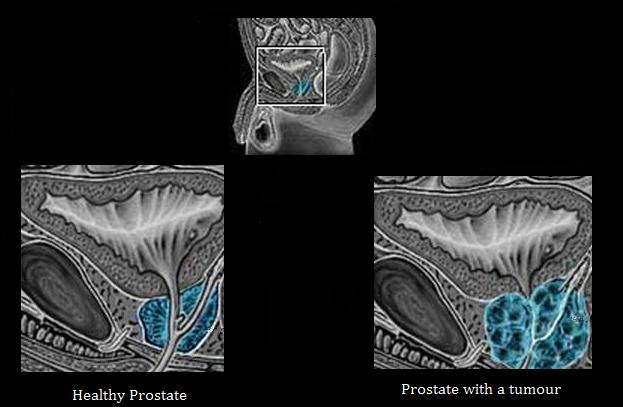
Links gezonde prostaat, rechts met kanker.

Prostaatkanker of prostaatcarcinoom is een vorm van kanker die in de prostaat begint. Symptomen van prostaatkanker kunnen dezelfde zijn als die van een benigne prostaathyperplasie (BPH; vergrote prostaat), onder andere een verzwakte straal tijdens het urineren, 's nachts frequenter moeten plassen en onvermogen de urine lang op te houden.

## Voorkomen
Prostaatkanker komt heel veel voor, en wordt in veel gevallen niet ontdekt en ook niet behandeld. Bij mannen op gevorderde leeftijd die aan heel andere oorzaken overleden zijn is bij autopsie in een groot percentage (40-50% rond het 80e levensjaar) prostaatkanker aantoonbaar. De kanker groeide bij deze mannen echter zo langzaam dat zij nooit geweten hebben dat ze de kanker hadden. Als de tumor ontstaat bij jongere patiënten dan is hij echter vaak beduidend agressiever en treden symptomen op, en is behandeling noodzakelijk.

## Symptomen
Bij de symptomen van prostaatkanker bestaat de publieke misvatting dat plasklachten (LUTS) een van de hoofdklachten zijn bij prostaatkanker. Diverse wetenschappelijke artikelen tonen aan dat er geen directe link is tussen plasklachten en het ontwikkelen van prostaatkanker. Prostaatkanker is een stille ziekte die in een lokaal stadium bij de meeste patiënten geen merkbare symptomen heeft. Het is pas in een lokaal uitgebreid of uitgezaaid stadium dat er zich meer zichtbare en uitgesproken symptomen manifesteren.
Plasklachten zijn meestal het gevolg van een goedaardige vergroting van de prostaat; het hebben van deze symptomen hoeft dus niet te betekenen dat er sprake is van prostaatkanker. Doordat prostaatcarcinomen vooral in het perifere gedeelte van de prostaat groeien (die gebieden van de prostaat die niet dicht bij de plasbuis zitten), zijn slechts in zo'n 4% van de gevallen plasklachten de eerste klacht bij een prostaatcarcinoom. Verder kunnen er meer klachten optreden, afhankelijk van hoe ver gevorderd het carcinoom ten tijde van diagnosticeren is. Is de tumor gelokaliseerd, lokaal uitgebreid of uitgezaaid (medisch: gemetastaseerd).

### Gelokaliseerde prostaatkanker
De tumor bevindt zich in dat geval volledig binnenin de prostaat. De meeste patiënten met gelokaliseerde prostaatkanker hebben geen symptomen. Er kunnen echter lokaal symptomen optreden zoals pijn en symptomen van de onderste urinewegen (LUTS).

### Lokaal uitgebreide prostaatkanker
De tumor is uitgebreid tot buiten het prostaatkapsel, maar er zijn geen aanwijzingen voor uitzaaiingen. Deze uitbreiding van prostaatkanker kan lokale pijn, bloed in de urine, pijn bij het urineren, plasproblemen, nadruppelen, nycturie en pijn in de zij veroorzaken door obstructie van de plasbuis en problemen bij de urineafvoer van de nieren.

### Uitgezaaide (gemetastaseerde) prostaatkanker
De tumor is uitgezaaid naar andere organen of botten. Prostaatcarcinomen metastaseren niet vaak, maar het is mogelijk. Als ze metastaseren dan gebeurt dat vaak naar de botten. Het kan oedeem in de onderste ledematen tot gevolg hebben (door regionale obstructie van de lymfevaten), of botpijn door uitzaaiingen in het skelet. Ook kan er gewichtsverlies, lage bloedwaarden en pijn in de buik of de benen (door aantasting van lokale zenuwen of ruggengraatzenuwen) optreden.
Symptomen die bij prostaatkanker kunnen optreden zijn:
- LUTS klachten:
  - minder krachtige urinestraal
  - een onderbroken straal
  - moeite met het op gang komen van de urine
  - nadruppelen
  - urineverlies
  - vaak een 'residugevoel', waarbij de patiënt ervaart dat er nog urine in de blaas zit
  - zeer vaak moeten plassen
  - 's nachts regelmatig moeten plassen
  - urineren is pijnlijk of brandend
  - aandrangklachten
- bloed in urine (hematurie) of sperma
- pijnlijke ejaculatie (zaadlozing)
- dikke benen door oedeemvorming (zeer laat symptoom)
- algehele malaise
- gewichtsverlies
- pijn in de onderrug, heupen of bovenste deel van de dijen

## Risicofactoren
Over de oorzaken van prostaatkanker is nog niet veel bekend.
- Hoge leeftijd is de primaire risicofactor voor het ontstaan van prostaatkanker, 80% van de gevallen en 90% van de sterfte komen voor rekening van mannen ouder dan 65 jaar. Bij 80-jarigen die aan een andere oorzaak overlijden, blijkt een groot deel (tientallen procenten) prostaatkanker te hebben zonder symptomen.
- Geografische verschillen: in West-Europa en de Verenigde Staten komt het naar verhouding veel voor, vermoedelijk houdt dit verband met etnische afkomst, voeding en omgevingsfactoren.
- Komt relatief vaker voor bij zwarte Amerikanen.
- Erfelijke factoren: het komt vaker voor bij mannen met een vader of zoon die prostaatkanker hebben. Sinds 2007 worden enkele genen met de aandoening in verband gebracht: de fusie van het prostaat-specifieke TMPRSS2-gen en ETS familie van transcriptie-genen,[6] 11 genen op een gebiedje op chromosoom 22 te weten 22q12.3[7] en allel 8 van de microsatelliet DG8S737 op een regio op chromosoom 8, te weten 8q24.[8]

Er zijn anno 2023 geen preventieve methoden bekend om prostaatkanker te voorkomen. Vroege opsporing is niet altijd een garantie voor het verbeteren van de kwaliteit van leven.

## Diagnostiek
De diagnose of er sprake is van prostaatkanker gebeurt in 2023 op basis van een biopsie, waarbij het weggenomen weefsel wordt bekeken onder een microscoop. De biopsie vindt plaats gelijk met een echografie vanuit het rectum (het laatste gedeelte van de darm), dat vlak tegen de prostaat aan ligt. Omdat het nemen van een biopsie van de prostaat onaangenaam kan zijn wordt daartoe pas besloten als er aanwijzingen zijn dat er mogelijk sprake is van prostaatkanker, op basis van ander, minder belastend, onderzoek.

### PSA
Mannen met prostaatkanker hebben in het bloed vaak een verhoogde waarde van het prostaatspecifiek antigeen (PSA), die op grond van een bloedtest of urinetest bepaald kan worden.
Als vuistregel kan men aannemen dat een totaal PSA > 10 ng/ml sterk verdacht is voor een prostaatcarcinoom; bij een totaal PSA < 2,5 ng/ml is dit zeer onwaarschijnlijk. De PSA-waarde geeft geen volledige zekerheid. Bij een PSA van < 0,5 ng/m heeft 6,6% van de mannen tussen de 62 en 91 jaar toch prostaatkanker. Bij een waarde van 3,1 tot 4,0 ng/mL heeft 26,9% de aandoening.
Een verhoogde PSA-waarde is dan ook niet specifiek voor prostaatkanker:
- Bij niet alle vormen van prostaatkanker is de PSA-waarde verhoogd.
- Een verhoogd PSA kan een aanwijzing vormen voor prostaatkanker, maar kan ook andere oorzaken hebben:
  - Bij zo'n 20% van de mannen boven de 50 komt een idiopathisch verhoogde PSA-waarde
  - Benigne prostaathypertrofie (goedaardige prostaatvergroting)
  - Prostatitis (prostaatontsteking). Hierbij zijn de waarden vaak sterk verhoogd, vaak boven 40 ng/ml
  - Medicijngebruik, bijvoorbeeld ibuprofen,[13]
  - Infecties[13]

Een bepaling van de PSA kan geen onderscheid maken tussen snelgroeiende, mogelijk dodelijke prostaatkanker en traag groeiende, niet-dodelijke prostaatkanker. Daarom moet de waarde van de uitslag dan ook altijd samen met voorafgaande metingen of met ander (beeldvormend) onderzoek worden geïnterpreteerd. Een lage waarde van de PSA geeft geen zekerheid dat er geen sprake is van prostaatkanker; daarom is het uitvoeren van het rectaal toucher ook nodig als er klachten bestaan.
PSA-screening kan wel een belangrijke rol spelen bij het opvolgen van patiënten die behandeld zijn voor prostaatkanker, omdat een snelle stijging er bij deze mannen op kan wijzen dat de kanker is teruggekeerd.
Op basis van een overzicht van verschillende studies rond PSA-screening raadt de US Preventive Services Task Force (USPSTF, een Amerikaans expertpanel dat adviezen opstelt op basis van de laatste wetenschappelijke literatuur) routinescreening naar PSA-waarden af voor alle mannen. PSA-screening heeft volgens de USPSTF geen voordeel voor het aantal sterfgevallen door prostaatkanker en de nadelen zijn groter dan de voordelen. Na tien jaar screening dringen PSA-testen het aantal prostaatkankerdoden slechts weinig of niet terug. Volgens het USPSTF resulteert routinematig testen in onnodige en schadelijke behandelingen, zoals verwijderen van de prostaat en bestraling. Dr. Richard Ablin, ontdekker van PSA noemt PSA-screening een dure catastrofe voor de volksgezondheid. Ook in Nederland wordt in 2023 geen bevolkingsonderzoek gedaan naar de PSA, omdat dit kan leiden tot overbehandeling.
Om te onderzoeken of een PSA-test werkelijk sterfte ten gevolge van prostaatkanker kan voorkomen is in Rotterdam vanaf 1994 een langdurig bevolkingsonderzoek gestart. De uitkomst van meerdere onderzoeken op dit gebied is dat het grootschalig aanbieden van de PSA test niet zinvol is om de sterfte aan prostaatkanker te beperken.

### Rectaal toucher

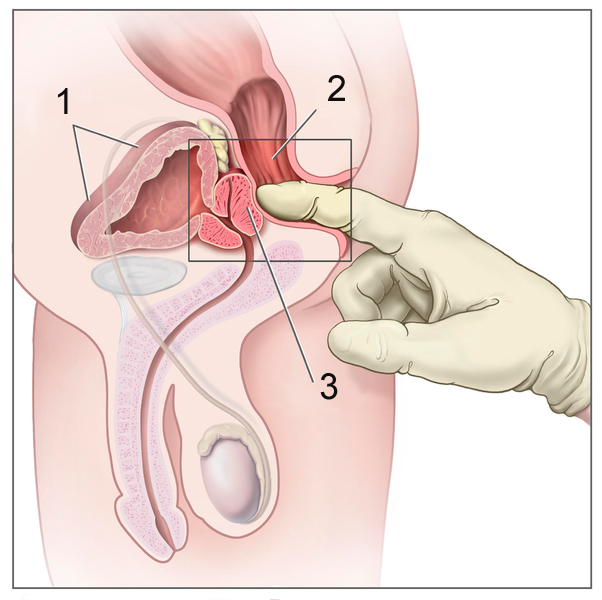
Rectaal toucher. 1 = blaas, 2 = endeldarm, 3 = prostaat

Het uitvoeren van een rectaal toucher vindt naast de bepaling van de PSA ook vaak plaats. Vooral mannen met een relatief lage PSA-waarde en wel klachten zouden een rectaal onderzoek moeten krijgen. Echter, niet alle levensbedreigende tumoren zijn door een toucher aan te tonen.
Door het aftasten van het oppervlak van de prostaat, door middel van de wijsvinger in de anus, kan een specialist vaak al voelen of er sprake is van een mogelijke maligniteit (kwaadaardige tumor). Om onderscheid te maken tussen mogelijke diagnosen, zijn de volgende karakteristieken van belang:
- symmetrische, gladde en vast-elastische prostaat: normaal
- 'normaal' en vergroot: verdacht voor Benigne prostaathyperplasie
- 'normaal' en drukpijnlijk: verdacht voor prostatitis
- onregelmatige consistentie of harde nodus/noduli (knobbeltjes): verdacht voor prostaatcarcinoom (voorspellende waarde 22-39%).[15]

### Urineonderzoek
Er kan onderzoek gedaan worden naar prostaatcellen in de urine. Die komen in de urine terecht na het masseren van de prostaat, met een vinger via de anus. In het laboratorium wordt getest op een aantal genen die relevant zijn voor de kans op prostaatkanker.

### MRI

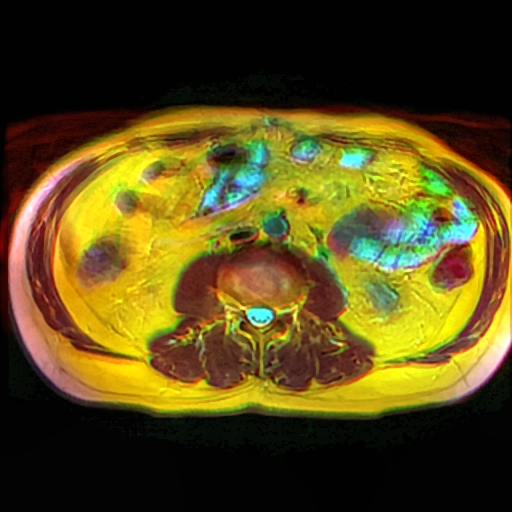
MRI aan het bekken bij een man met kanker in de prostaat en in de blaas.

Als de PSA waarde en een rectaal toucher daar aanleiding toe geven kan de uroloog besluiten om een MRI te laten uitvoeren. Als op de beelden een afwijking te zien is, zal een biopsie volgen. De biopsie kan dan gericht worden op de locatie van de gevonden afwijking. De MRI-scan maakt het nemen van een - belastende - biopsie niet nodig bij de helft van de mannen met een indicatie voor het onderzoek. 

### Biopsie

Afbeelding van een transanale biopsie

Afbeelding van een transperianale biopsie

Bij gerezen verdenking, door een verhoogd of met name ook een snel stijgend PSA een afwijkend lichamelijk onderzoek en/of een MRI, kan men een biopsie uitvoeren. Een transrectale echografie van de prostaat kan soms prostaatkanker aan het licht brengen, maar is vooral nuttig om langs deze weg biopsieën van de prostaat te nemen.
De resultaten van een MRI worden gebruikt om te bepalen waar de biopsie genomen moet worden. Dit gebeurt met een lokale verdoving.
Een patholoog onderzoekt de biopten met een microscoop. Deze kan dan vaststellen of zich in de weggenomen stukjes weefsel kankercellen bevinden. Met de uitslag kan de uroloog bepalen of het om prostaatkanker gaat of niet en kan gekeken worden hoe agressief de tumor is. De patholoog geeft een score aan het onderzochte weefsel: de Gleasonscore. Ook kan de patholoog constateren of er sprake is van cribriforme groei. In dat geval is de kans op uitzaaiingen groter en moet eerder tot behandeling worden overgegaan.
Op basis van de uitslag wordt een keuze gemaakt voor een behandeling.

## Behandeling
Bij de keuze voor een behandeling van prostaatkanker wordt rekening gehouden met verschillende factoren. Dit zijn met name:
- Leeftijd van de patiënt
- Comorbiditeit (andere aandoeningen of stoornissen die de patiënt heeft)
- Factoren die iets zeggen over de ernst van de tumor (stadium/gradering van de tumor, zoals de Gleasonscore en de PSA-waarden van de patiënt)
- Wensen van de patiënt.

Doordat meerdere factoren een rol spelen kan niet precies gezegd worden welke behandeling voor een individuele patiënt het beste is. De volgende behandelkeuzes kunnen gemaakt worden, afhankelijk van het stadium van de tumor:
- Bij patiënten met gelokaliseerde prostaatkanker kan gekozen worden uit drie opties: (1) niet onmiddellijk ingrijpen, maar de situatie actief volgen, (2) het verwijderen van de prostaat of (3) het bestralen ervan.
- Bij patiënten met lokaal uitgebreide prostaatkanker kan gekozen worden voor het verwijderen van de prostaat of het bestralen ervan (eventueel in combinatie met hormonale therapie), of alleen hormonale therapie. In sommige gevallen is actief volgen ook een mogelijkheid.
- Bij patiënten met uitgezaaide (gemetastaseerde) prostaatkanker is de behandeling palliatief van aard en er kan gekozen worden voor hormonale therapie door middel van chirurgische of chemische castratie. Na gemiddeld twee jaar wordt de prostaatkanker ongevoelig voor deze vorm van behandeling. Men spreekt dan van 'castratieresistente prostaatkanker'.

### Vormen van behandeling
- Actief volgen ("watchful waiting"), eigenlijk dus het niet behandelen, is een optie voor mannen van wie men verwacht dat de kanker de komende jaren nog geen problemen geeft, of voor oudere mannen die deze ziekte naar verwachting zullen overleven. Het ziekteproces wordt actief gevolgd door regelmatig een rectaal toucher, PSA-test en biopsie uit te voeren. Afhankelijk van die uitkomsten kan men in een later stadium, in overleg met de patiënt, alsnog besluiten tot behandeling over te gaan.
  - Mogelijke voordelen: geen bijwerkingen; de meeste mannen met een minder agressieve vorm hebben aanvankelijk geen behandeling nodig en overleven nog gedurende ten minste 10 jaar.
  - Mogelijke nadelen: de kanker is niet verwijderd en het risico bestaat dat deze later onbehandelbaar is; de kwaliteit van leven kan verminderen door angst als gevolg van het idee met een onbehandelde kanker te leven.
- Radicale prostatectomie, een operatie (chirurgie) waarbij de prostaat, zaadblaasje en soms lymfklieren worden verwijderd. In sommige ziekenhuizen kan dat laparoscopisch of via een "da Vinci"-robot. Prostatectomie is een technisch moeilijke operatie.

Afbeelding situatie vóór en na een radicale prostatectomie

- - Mogelijke voordelen: soms is de kanker volledig geëlimineerd; de operatie wordt meestal goed verdragen. Een studie heeft aangetoond dat door deze operatie de sterfte aan prostaatkanker geringer is, vergeleken met "watchful waiting".
  - Mogelijke nadelen: algemene, aan een grote operatie verbonden risico's als sterfte, hartproblemen, bloedingsrisico; de kanker is niet altijd volledig verwijderd; urine-incontinentie; blaas- en darmproblemen; erectiestoornissen. Bekkenfysiotherapie voor en na de operatie kan deze laatst genoemde klachten positief beïnvloeden. In alle gevallen verdwijnt de ejaculatie, ook als de patiënt nog wel een erectie/orgasme kan bereiken.
- Uitwendige bestraling (radiotherapie) meerdere doses verdeeld over enkele weken.
  - Mogelijke voordelen: soms is de kanker volledig geëlimineerd; over het algemeen goed verdragen; vermijding van de operatierisico's.
  - Mogelijke nadelen: de prostaat is niet verwijderd en de kanker is misschien niet volledig onschadelijk gemaakt; gedurende 5-8 weken regelmatig naar het ziekenhuis moeten komen; chronische darmontsteking (proctitis), diarree, incontinentie, erectiestoornis, problemen met de blaas/plassen. De operatie dient niet te worden uitgevoerd bij mannen met een chronische darmontsteking (ziekte van Crohn, colitis ulcerosa).
- Inwendige bestraling (brachytherapie, een vorm van radiotherapie) waarbij naaldjes met daarin radioactieve bolletjes in de prostaat worden ingebracht. Dit gebeurt onder narcose of met een ruggenprik. Soms wordt dit uitgevoerd in combinatie met uitwendige bestraling of hormoontherapie.
  - Mogelijke voordelen: soms is de kanker volledig geëlimineerd; over het algemeen goed verdragen; vermijding van de operatierisico's; eenmalig bezoek aan ziekenhuis.
  - Mogelijke nadelen: de prostaat is niet verwijderd en de kanker is misschien niet volledig onschadelijk gemaakt; misschien minder geschikt voor een grote prostaat of meer agressieve tumoren; urineretentie, incontinentie, impotentie, blaasontsteking; ontsteking van de urineleider; chronische darmontsteking (proctitis).
- Hormonale behandeling (hormoontherapie). Via de mond in te nemen of te injecteren geneesmiddel die de werking van androgenen (hormonen die vermannelijking veroorzaken: testosteron en aanverwante) blokkeren of de aanmaak ervan remmen. Soms ook wel aangeduid met de term "chemische castratie". Een alternatief hiervoor is het operatief verwijderen van de zaadballen (orchidectomie). De chemische castratie is reversibel, de chirurgische niet. Toegepaste middelen behoren tot een aantal verschillende klassen; namelijk antiandrogenen, GnRH-agonisten GnRH-antagonisten (zie tabel 1).
  - Mogelijke voordelen: vermijding van de aan prostatectomie en bestraling verbonden risico's; leidt meestal tot een verlaging van de PSA waarde en vertraagt de voortgang van de kanker.
  - Mogelijke nadelen: de prostaat is niet verwijderd en de kanker is misschien niet volledig onschadelijk gemaakt; borstvorming (gynaecomastie), impotentie, diarree, osteoporose (botontkalking), verminderd libido, opvliegers, stemmingsstoornis en moeheid.

Na zo'n 12-18 maanden wordt de kanker minder gevoelig voor de hormonale behandeling. Men zal dan een alternatieve behandeling kiezen, bijvoorbeeld als het PSA sterk stijgt of er pijnklachten optreden.
- Cryochirurgie, het vernietigen van de kwaadaardige cellen door het snel bevriezen en ontdooien van het weefsel. Via het rectum worden snel bevriezende en ontdooiende gassen op de te behandelen plaats gebracht. N.B. Deze ingreep wordt (in Nederland) vrijwel alleen in het kader van medisch onderzoek uitgevoerd.
- Chemotherapie wordt meestal gebruikt indien de kanker is uitgezaaid. Meestal gebruikt men docetaxel (Taxotere). De meest voorkomende bijwerkingen zijn: afname van het aantal rode- en witte bloedcellen, haaruitval (tijdelijk), misselijkheid, braken, zweren in de mond, diarree en vermoeidheid.[22] Tegenwoordig zijn er ook aanwijzingen dat chemotherapie een bruikbare optie is voor patiënten waarbij de hormonale behandeling niet meer effectief is.[23]
- Bifosfonaten zoals clodronaat (Ostac) en zoledronaat (Zometa) kunnen worden ingezet voor de behandeling van botpijnen, een beruchte complicatie, die vooral optreedt als de hormonale behandeling niet meer effectief is of er uitzaaiingen zijn. Nadeel is dat zij regelmatig herhaald dienen te worden.
- Inwendige bestraling zoals injectie met strontium, eveneens behandeling voor de botpijnen bij uitgezaaid prostaatkanker, slechts eenmalig en ervaring leert dat dit meer effect heeft dan de bifosfonaten.

In een aantal gevallen is een combinatie van behandelmethoden noodzakelijk.

### Overzicht van de verschillende vormen van hormonale behandeling van prostaatkanker
| Klasse          | Toediening     | Werkingsmechanisme                                    | Generieke naam | Merknamen                  |
| --------------- | -------------- | ----------------------------------------------------- | -------------- | -------------------------- |
| Antiandrogenen  | Oraal (Tablet) | Blokkeert de werking van androgenen zoals testosteron | flutamide      | Prostatil Eulexin Drogenil |
|                 |                |                                                       | bicalutamide   | Casodex                    |
|                 |                |                                                       | nilutamide     | Anandron                   |
| GnRH-agonist    | Injectie       | Remt de aanmaak van testosteron                       | gosereline     | Zoladex                    |
|                 |                |                                                       | leuproreline   | Lucrin Eligard             |
|                 |                |                                                       | busereline     | Suprefact                  |
|                 |                |                                                       | triptoreline   | Pamorelin                  |
| GnRH-antagonist | Injectie       | Remt de aanmaak van testosteron                       | degarelix      | Firmagon                   |
|                 |                |                                                       | abarelix       | Plenaxis                   |

### Andere behandelingen van prostaatkanker
Cabazitaxel (Jevtana) is een chemotherapeuticum voor de behandeling van ernstige vormen van prostaatkanker en werd vergeleken met mitoxantron, beiden in combinatie met prednison of prednisolon, in een direct-vergelijkende fase III studie (studie TROPIC). Met Jevtana verbetert significant de totale overleving (primair eindpunt) van 15,1 maanden versus 12,7 maanden met mitoxantron. De belangrijkste graad 3-4 bijwerkingen waren neutropenie en diarree. In 2013 werd met cabazitaxel nog veel onderzoek verricht bij gemetastaseerd prostaatcarcinoom en andere vormen van kanker. Cabazitaxel is inmiddels geregistreerd en volledig vergoed.
Abiraterone (Zytiga) is een middel voor de behandeling van ernstige vormen (therapieresistente) van prostaatkanker. De resultaten van een weliswaar klein onderzoek uit 2008 waren goed. Het effect van het middel bestond voornamelijk uit een verlaging van de PSA-concentratie en vermindering van de botpijn. Over het ideale moment om te starten met abiraterone verschillen de onderzoekers nog van mening. Volgens sommigen moet dit individueel per patiënt worden bekeken, maar kan over het algemeen worden gesteld dat patiënten die voor lange tijd goed hebben gereageerd op hormoontherapie geschikte kandidaten zijn voor een behandeling met abiraterone. Abiraterone is inmiddels geregistreerd en de aanvraag voor vergoeding is ingediend.
Lutetium-177 (Pluvicto) is een radioactief product om prostaatkanker te behandelen. Een voordeel bij deze therapie is dat veel voorkomende bijwerkingen, zoals urine-incontinentie bij radicale prostatectomie, niet worden vermeld. Bijwerkingen die wel kunnen optreden bij Lutetium-177 therapie zijn: droge mond (meestal door minder productie van speeksel), droge ogen en afwijkingen in de bloedwaarden zoals daling van de bloedplaatjes, bloedarmoede of minder witte bloedcellen. Ook misselijkheid kan optreden binnen de 24 tot 48 uur na de start van de therapie.